# Philipp Forchheimer
Philipp Forchheimer (Viena, 7 de agosto de 1852 — Dürnstein, 2 de outubro de 1933) foi um engenheiro austríaco.
Foi um dos pioneiros na utilização da hidráulica em engenharia civil. Foi professor em Istambul, na Universidade Técnica de Aachen e na Universidade Técnica de Graz.